# Володя Франгулян
Володя Франгулян (вірм. Վոլոդյա Ֆրանգուլյան; нар. 20 жовтня 1992) — вірменський борець вільного стилю, бронзовий призер чемпіонату Європи.

## Життєпис
Боротьбою почав займатися з 2000 року. У 2001 році став бронзовим призером чемпіонату Європи серед кадетів. У 2012 році повторив той же результат на чемпіонаті Європи серед юніорів та завоював бронзову медаль чемпіонату світу серед юніорів. У 2015 році став чемпіоном Європи серед молоді.
Тренується в Олімпійському коледжі, Єреван. Тренер — Колак Ароян.

## Спортивні результати на міжнародних змаганнях

### Виступи на Чемпіонатах світу
| Змагання                        | Збірна   | Вагова категорія          | Місце |
| ------------------------------- | -------- | ------------------------- | ----- |
| Чемпіонат світу з боротьби 2014 | Вірменія | вільна боротьба, до 61 кг | 25    |
| Чемпіонат світу з боротьби 2015 | Вірменія | вільна боротьба, до 61 кг | 9     |
| Чемпіонат світу з боротьби 2016 | Вірменія | вільна боротьба, до 61 кг | 19    |
| Чемпіонат світу з боротьби 2017 | Вірменія | вільна боротьба, до 61 кг | 18    |
| Чемпіонат світу з боротьби 2018 | Вірменія | вільна боротьба, до 65 кг | 23    |

### Виступи на Чемпіонатах Європи
| Змагання                         | Збірна   | Вагова категорія          | Місце  |
| -------------------------------- | -------- | ------------------------- | ------ |
| Чемпіонат Європи з боротьби 2016 | Вірменія | вільна боротьба, до 61 кг | 5      |
| Чемпіонат Європи з боротьби 2017 | Вірменія | вільна боротьба, до 61 кг | Бронза |
| Чемпіонат Європи з боротьби 2018 | Вірменія | вільна боротьба, до 65 кг | 16     |
| Чемпіонат Європи з боротьби 2020 | Вірменія | вільна боротьба, до 65 кг | 11     |

### Виступи на Європейських іграх
| Змагання              | Збірна   | Вагова категорія          | Місце |
| --------------------- | -------- | ------------------------- | ----- |
| Європейські ігри 2015 | Вірменія | вільна боротьба, до 61 кг | 14    |
| Європейські ігри 2019 | Вірменія | вільна боротьба, до 65 кг | 5     |

### Виступи на Кубках світу
| Змагання                    | Збірна   | Вагова категорія          | Місце |
| --------------------------- | -------- | ------------------------- | ----- |
| Кубок світу з боротьби 2014 | Вірменія | вільна боротьба, до 61 кг | 10    |

### Виступи на Універсіадах
| Змагання               | Збірна   | Вагова категорія          | Місце |
| ---------------------- | -------- | ------------------------- | ----- |
| Літня Універсіада 2013 | Вірменія | вільна боротьба, до 60 кг | 12    |

### Виступи на інших змаганнях
| Змагання                                     | Збірна   | Вагова категорія          | Місце  |
| -------------------------------------------- | -------- | ------------------------- | ------ |
| Турнір Чорного моря 2013                     | Вірменія | вільна боротьба, до 60 кг | Бронза |
| Вогні Москви 2013                            | Вірменія | вільна боротьба, до 60 кг | 5      |
| Кубок Тахті 2014                             | Вірменія | вільна боротьба, до 61 кг | 5      |
| Турнір міста Сассарі з боротьби 2014         | Вірменія | вільна боротьба, до 61 кг | Золото |
| Турнір Степана Саргісяна 2014                | Вірменія | вільна боротьба, до 61 кг | 5      |
| Турнір Олександра Медведя 2015               | Вірменія | вільна боротьба, до 61 кг | Золото |
| Турнір Степана Саргісяна 2015                | Вірменія | вільна боротьба, до 61 кг | Золото |
| Клубний чемпіонат світу з боротьби 2015      | Вірменія | команда                   | 4      |
| Київський Міжнародний турнір з боротьби 2016 | Вірменія | вільна боротьба, до 61 кг | Бронза |
| Кубок Тахті 2017                             | Вірменія | команда                   | Срібло |
| Турнір Яшара Догу 2017                       | Вірменія | вільна боротьба, до 61 кг | Бронза |
| Турнір Г. Картозія і В. Балавадзе 2017       | Вірменія | вільна боротьба, до 65 кг | Золото |
| Турнір Степана Саргісяна 2017                | Вірменія | вільна боротьба, до 65 кг | Срібло |
| Київський Міжнародний турнір з боротьби 2018 | Вірменія | вільна боротьба, до 65 кг | 19     |
| Київський Міжнародний турнір з боротьби 2019 | Вірменія | вільна боротьба, до 65 кг | Срібло |
| Турнір Степана Саргісяна 2019                | Вірменія | вільна боротьба, до 65 кг | 6      |
| Турнір Володимира Семенова 2019              | Вірменія | вільна боротьба, до 70 кг | 5      |

### Виступи на змаганнях молодших вікових груп
| Змагання                                       | Збірна   | Вагова категорія          | Місце  |
| ---------------------------------------------- | -------- | ------------------------- | ------ |
| Чемпіонат Європи з боротьби серед кадетів 2009 | Вірменія | вільна боротьба, до 50 кг | Бронза |
| Чемпіонат Європи з боротьби серед юніорів 2010 | Вірменія | вільна боротьба, до 55 кг | 5      |
| Чемпіонат світу з боротьби серед юніорів 2010  | Вірменія | вільна боротьба, до 55 кг | 21     |
| Чемпіонат світу з боротьби серед юніорів 2011  | Вірменія | вільна боротьба, до 60 кг | 17     |
| Чемпіонат Європи з боротьби серед юніорів 2012 | Вірменія | вільна боротьба, до 60 кг | Бронза |
| Чемпіонат світу з боротьби серед юніорів 2012  | Вірменія | вільна боротьба, до 60 кг | Бронза |
| Чемпіонат Європи з боротьби серед молоді 2015  | Вірменія | вільна боротьба, до 61 кг | Золото |